# Giovanni Fontana (poeta)
Giovanni Fontana (Frosinone, 27 giugno 1946) è un poeta e un performer che lega la sua attività di scrittore a ricerche in campo sonoro e visivo.
Gran parte della sua produzione riguarda i settori della poesia sonora e della poesia visiva.

## Biografia
Residente ad Alatri, dove svolge la professione di architetto, ha teorizzato negli anni Ottanta la "poesia pre-testuale", forma poetica di scrittura aperta all'interdisciplinarità. La "poesia pre-testuale" si pone, infatti, come un progetto di performance da integrare, durante l'azione, con linguaggi visivi, sonori, gestuali, ecc.
Nel 2008 ha elaborato il concetto di "poesia epigenetica" relativo al rapporto tra oralità e scrittura nella performance poetica, che viene successivamente trattato in diverse occasioni di studio ed in laboratori di ricerca poetica.
È autore di "romanzi sonori", dove la prosa è sostenuta da strutture ritmiche caratterizzate dall'uso di slash, come si trattasse di partiture musicali, in luogo dei correnti segni d'interpunzione. Tra questi si collocano Tarocco Meccanico (1990) e Chorus (2000).
Ha fatto parte del nucleo redazionale di Tam Tam, la rivista fondata nel 1972 da Adriano Spatola e Giulia Niccolai. Con loro e con Arrigo Lora Totino, Milli Graffi, Sergio Cena ed altri poeti sonori, ha costituito nel 1979 il gruppo Dolce Stil Suono. Ha lavorato nelle redazioni di Altri Termini, rivista diretta da Franco Cavallo, e dell'audiorivista Baobab (dopo la morte del suo fondatore Adriano Spatola). Dal 1982 al 1992 ha collaborato al semestrale di ricerca letteraria Anterem. 
Nel 1987 ha fondato la rivista di poetiche intermediali La Taverna di Auerbach [ISSN 0394-3518] e successivamente l'audiorivista Momo. 
Dal 1990 al 1993 ha preso parte ai lavori del Gruppo 93 con interventi teorici e creativi (Milano, Siena e Reggio Emilia).
Ha tenuto inoltre relazioni in importanti convegni di studio, come Performances: la transversalité en actions (Colloque International Aix-Marseille Université, MAC, Musée d’Art Conteporain, Marseille, 2014), Serge Pey. Un poète-chercheur en action (Bibliothèque d’Étude Méridionales, Toulouse, 2018), Pierre et Ilse Garnier, deux poètes face au monde (Université François Rabelais, Tours, 2016), Le Temps des cathédrales et ses métamorphoses dans l’œuvre d’Ilse et Pierre Garnier (Maison du Théâtre d’Amiens métropole, Amiens, 2020). È membro della redazione della rivista Doc(k)s diretta da Philippe Castellin e del comitato di redazione internazionale della rivista canadese Inter-Art Actuel diretta da Richard Martel.
Fa parte del comitato direttivo della rivista di studi comparati sulle avanguardie Bérénice e dirige Territori, rivista di architettura ed altri linguaggi, edita dall'Ordine degli Architetti della Provincia di Frosinone.
Ha proposto performance di poesia sonora in festival italiani e stranieri, toccando importanti capitali: da Parigi a New York, da Tokyo a Shanghai.
Tra le più recenti partecipazioni a festival internazionali si segnalano Les poèmes en actes alla Maison de la Poésie (Parigi, 2019), Traverse vidéo alla Chapelle des Carmélites (Tolosa, 2019), La voix libérée  ‐  Poésie Sonore,  al Palais de Tokyo (Parigi,  2019).
Ha preso parte a numerose rassegne internazionali di poesia visuale, tra le quali XVI Bienal de São Paulo (1981), XI Quadriennale di Roma (1986), Vitalità della Poesia Visiva Italiana (Mercato del Sale, Milano 1987), Libri e pagine d'artista in Italia (Forte Belvedere, Firenze 1989), Scrittura e visualità (Biblioteca Nazionale Centrale, Firenze 1993), Musica e no (Santa Maria della Scala, Siena e Palazzo Ducale, Mantova 1998), Poesia Totale (Palazzo della Ragione, Mantova 1998), Leonardo in action & poetry (Museo Ideale, Vinci 2001), Brain Academy Apartment (50a Biennale di Venezia, 2003), Poeti XXL. Maestri europei della Poesia visiva (Chiari, Brescia, 2006), Biennale di Malindi (Malindi, Kenya, 2006), Padiglione Italia (con Hermes Intermedia, 54ª Biennale di Venezia, 2011), Palabras Imagenes y otros textos (Museo de Arte Moderno de Buenos Aires, 2012), Visual Poetry. L'avanguardia delle neoavanguardie. Mezzo secolo di Poesia visiva, Poesia Concreta, Scrittura Visuale (Castello Visconteo, Pavia, 2014), Progetto XXI. La scrittura visuale / La parola totale (Museo Nitsch, Napoli, 2014), When Sound Becomes Form - Sperimentazioni sonore in Italia, 1950 - 2000 (MAXXI, Roma 2018), Poetic Boom Boom, Mostra di poesia visiva e Collezione "Imago Mundi" (Galleria delle Prigioni, Treviso, 2018), El giro notacional, a cura di José Iges e Manuel Olivera (MUSAC, Museo de Arte Contemporanea de Castilla y León, León, Spagna, 2019).
Nel 2020 ha realizzato a Marsiglia Epigenetic Poetry, progetto di installazione sonora e visiva negli spazi del CIPM (Centre International de Poésie Marseille), con il sostegno dell’Italian Council (7ª Edizione 2019), programma di promozione di arte contemporanea italiana nel mondo della Direzione Generale Creatività Contemporanea del Ministero per i Beni e le Attività Culturali e per il Turismo (MiBACT)
Nel 2011 ha scritto il testo di Elegia per l'Italia, opera composta da Ennio Morricone per il 150º anniversario dell'Unità d'Italia, eseguita per la prima volta in occasione della festa del primo maggio nel concerto di Piazza San Giovanni a Roma, con la collaborazione dell'Orchestra Roma Sinfonietta e con l'accompagnamento del Nuovo Coro Lirico Sinfonico Romano.
Ha curato edizioni di poesia sonora italiana per l'etichetta americana Recital: Arrigo Lora Totino, Out of page (Recital Records, R31, Los Angeles, 2017); Adriano Spatola, Ionisation and other sound poems (Recital Records, R67, Los Angeles, 2020).
Nel 2020 gli è stato assegnato il Premio alla carriera Alberto Dubito international, riservato a personalità del mondo artistico che si siano distinte per l’attenzione alla correlazione tra testo e linguaggi musicali. Per l'occasione gli è stato dedicato il volume Giovanni Fontana: un classico dell'avanguardia, a cura di Patrizio Peterlini e Lello Voce, edito da Agenzia X (Milano, 2022, pp.224, ISBN 9788831268707), con saggi di Julien Blaine, Jean-Pierre Bobillot, Marcello Carlino, Franco Cavallo, Henri Chopin, Pierre Garnier, Bernard Hedsieck, Mario Lunetta, Raffaele Manica, Francesco Muzzioli, Giulia Niccolai, Marco Palladini, Serge Pey, Lamberto Pignotti, Adriano Spatola, Paul Zumthor e molti altri.
Il 25 maggio 2024 gli è stato conferito il Premio Nazionale Elio Pagliarani alla carriera (IX edizione, Palazzo delle Esposizioni, Roma).
Ha curato la raccolta dei testi poetici lineari, visuali e sonori di Adriano Spatola per dia•foria & dreamBOOK Edizioni.
Ha partecipato a numerose antologie e contenitori d'artista come BAU, Offerta Speciale, Antologia Ad Hoc, Geiger, Asemica.
Il suo lavoro è ripercorso nella monografia Testi e pre-testi (Fondazione Berardelli, 2009).

## Opere

### Poesia visiva
- Radio/Dramma, Geiger, Torino, 1977.
- Le lamie del labirinto, Dismisuratesti, Frosinone, 1981.
- L'uomo delle pulizie, Dismisuratesti, Frosinone, 1984.
- The last jump of the slacker poet, Edizioni Eos, Roma, 1997.
- Wasted time, Redfoxpress, Achill Island, Ireland, 2011.
- Fonemi, Peccolo, Livorno, 2017.
- No A <-> No Z (con Klaus Peter Dencker), Achill Island, Ireland, 2019.
- Segnature, introduzione di Carlo Marcello Conti, Pasian di Prato (UD), Campanotto editore, 2019.
- Songs, Colceresa (VI), Fondazione Bonotto, 2020.
- Paysages, ovvero la favola breve dei sensi confusi, prefazione di Eugenio Miccini, Fondazione Bonotto, Colceresa (VI), 2021.
- HIC, introduzione di Giorgio Moio, Città di Castello (PG), Bertoni Editore, 2021, ISBN 9788855354141.
- The Poetic Machine, Redfoxpress, Achill Island, Ireland, 2022.
- Partitions, Paper view books, Leiria (Portugal), 2023.

### Testi poetici
- Scritture lineari, Hetea Editrice, Alatri, 1986.
- Frammenti d'ombre e penombre, Ed. Fermenti, Roma, 2005 ISBN 88-87959-88-9.
- Quattro canzoni di Angela, con acquerelli di Cosimo Budetta, OGOPOGO, Agromonte (Potenza), 2013.
- Emulazioni, con una vernice molle di Gabriele Marino, I Libri del Merlo, Saviano (Napoli), 2013.
- Déchets, Dernier Télégramme, Limoges, 2014 ISBN 978-2-917136-70-6.
- Penultime battute, prefazione di Francesco Muzzioli, Eureka Edizioni, Corato (Bari), Italy, 2017.
- Discrasie - Sessioni metacritiche, Collana Entroterra, Edizioni Novecento Libri, Roma, Italy, 2018, ISBN 978-88-94340-63-1.
- La voix et l'absence, prefazione di Pierre Garnier, postfazione di Julien Blaine, Dernier Télégramme, Limoges, France, 2019, ISBN 979-10-97146-24-5.
- Il corpo denso, prefazione di Barbara Meazzi, Campanotto Editore, Pasian di Prato (UD), 2021, ISBN 978-88-456-1741-6.
- Je sens [donc je son, préface de Barbara Meazzi, Marseille - Limoges, Cipm & Dernier Télégramme, 2021, ISBN 979-10-97146-41-2.
- Controcanti – Testi per musica, prefazione di Barbara Meazzi, Molesini Editore, Venezia, 2024, ISBN 9791281270060.

### Prosa
- Tarocco Meccanico, Altri Termini, Napoli, 1990
- Homaly Altrove, Pensionante de' Saraceni, Caprarica di Lecce, 1990
- Chorus, Piero Manni Editore, Lecce, 2000 (con CD allegato) ISBN 88-8176-171-8
- Questioni di scarti, Edizioni Polìmata, Roma, 2012 ISBN 978-88-96760-25-3
- Inventario, prefazione di Salvatore Luperto, con un saggio di Carlo A. Augieri, Edizioni Milella, Lecce, 2022, ISBN 978-88-3329-013-3.
- La discarica fluente, prefazione di Giorgio Patrizi, con un saggio di Marcello Sessa, Diaforia e dreamBOOK edizioni, Viareggio, 2023, ISBN 9788899830762.

### Cataloghi
- Oggi Poesia Domani, a cura di Adriano Spatola e Giovanni Fontana, Biblioteca Comunale di Fiuggi, 1979.
- Figura / Scrittura / Partitura, a cura di Giovanni Fontana, Liceo Artistico Statale, Frosinone, 1984.
- Figura / Scrittura / Partitura, a cura di Giovanni Fontana, Galleria “Il Punto”, Velletri, 1984.
- Del Suono e dell'Immagine, a cura di Mirella Bentivoglio e Giovanni Fontana, Galleria “Il Punto”, Velletri, 1986.
- Undicesima Quadriennale di Roma, EUR, Palazzo dei Congressi, Roma, Catalogo Fabbri Editori, Milano 1986.
- In forma di rivista, Acquario, Roma, a cura di Maria Ida Gaeta, Edizioni Carte Segrete, 1991.
- Poesia Visiva - Annali di poesia visiva, poesia concreta, nuova scrittura, logomotives, poesia sonora, poesia totale fondati e diretti da Sarenco, volume III/IV, Malindi, ottobre 1993, Adriano Parise Stampatore, Colognola ai Colli (Vr).
- Ascoltare l'immagine, a cura di Mirella Bentivoglio, Palazzo Mediceo di Seravezza, Maschietto & Musolino, Siena, 1996.
- Playgraphies, con Tomaso Binga e Lamberto Pignotti, Galerie Satellite, Paris, 1998.
- Musica e no, a cura di Eugenio Miccini, Complesso Santa Maria della Scala, Siena; Palazzo Ducale, Mantova; Edizioni Meta, Firenze, 1998.
- Poesia Totale, 1897-1997: dal colpo di dadi alla poesia visuale, a cura di Enrico Mascelloni e Sarenco, Palazzo della Ragione, Mantova, Adriano Parise Editore, Colognola ai Colli, 1998.
- Brain Academy Apartment - Extra 50, La Biennale di Venezia, 50ª Esposizione Internazionale d'Arte, Poligrafiche San Marco, Gorizia, 2003.
- Biennale di Malindi. The International Exhibition of Contemporary Art in Malindi, a cura di Eric Girard-Miclet, Adriano Parise Editore, Colognola ai Colli, 2006.
- Poeti XXL a Chiari. Maestri europei della Poesia Visiva, Colossi Arte Contemporanea, La Compagnia della Stampa - Massetti Rodella Editori, Chiari - Roccafranca (Brescia), 2006.
- Giovanni Fontana / Testi e pre-testi, Fondazione Berardelli, Brescia, 2009 (con CD allegato).
- Poeti d’Europa, Fondazione Sarenco, Adriano Parise Editore, Colognola ai Colli, 2009.
- Giovanni Fontana…che digerisce l'anima, a cura di Mauro Carrera, Ed. Galleria Marcantoni, Collezione “Il Lampadiere” n.13, Pedaso, 2012.
- Visual Poetry. L’avanguardia delle neoavanguardie, a cura di Giosuè Allegrini e Lara Vinca Masini, Skira, Ginevra-Milano, 2014.
- The art of typewriting, a cura di Marvin e Ruth Sackner, Thames & Hudson Ltd, London, 2015, ISBN 978-0-500-24149-3.
- Poesia Totale in Italia, a cura di Sarenco, con testi introduttivi di Achille Bonito Oliva, Patrizio Peterlini e Sarenco, Fondazione Sarenco, Salò, s.d., ma 2015.
- La mirada transgresora, a cura di Cesar Espinosa e Aracoeli Zúñiga, Bienales de Poesia Visual/Experimental, Universidad Nacional Autónoma de México, Ciudad de México, 2017.
- Pasolini en clair-obscur, a cura di Guillaume de Sardes e Bartolomeo Pietromarchi, Nouveau Musée National de Monaco, Ed. Flammarion, Paris, 2024, ISBN 978-2-0804-3877-5.

### Saggi critici e testi teorici
- La voce in movimento, Ed. Harta performing & Momo, Monza, 2003 ISBN 88-88421-01-7 (con CD allegato).
- Art Action en Italie. Catalogue provisoire du corps en action dans l'espace de la performance, in "Art Action, 1958-1998", a cura di Richard Martel, Inter/éditeur, Québec, 2001 ISBN 2-920500-19-8.
- Poesia della voce e del gesto, Ed. Sometti, Mantova, 2004 ISBN 88-7495-023-3.
- Le dinamiche nomadi della performance, Harta Performing, Monza, 2006.
- In forma di libro. I libri di Adriano Spatola, Biblioteca Civica d'Arte Luigi Poletti, Modena, 2008.
- L'opera plurale: intermedialità, drammaturgia delle arti, poesia d'azione, Harta Performing, Monza, 2009.
- Le arti del suono - Poetiche fonetiche ed altre, fascicolo monografico, n° 5, Aracne Editrice, Roma, 2012 ISBN 978-88-548-5694-3.
- Italian Performance Art (con Nicola Frangione e Roberto Rossini), Sagep Editori, Genova, 2015 ISBN 978-88-6373-337-2.
- In fluenti traslati – L'opera poetica di Arrigo Lora Totino, a cura di Giovanni Fontana, Fondazione Berardelli, Brescia, 2018.
- La Poésie Sonore de Pierre Garnier : Poésie phonique, Sonie, Souffle-Manifeste, in Deux poètes face au monde – Pierre et Ilse Garnier, a cura di Christine Dupouy, Presses Universitaires François Rabelais, Tours (Francia), 2018, ISBN 978-2-86906-687-8.
- Poesia total, prefazione al volume di Adriano Spatola, Hacia la poesia total, a cu8ra di Giovanni Fontana, Ed. L.U.P.I., Sestao (Spagna), 2018, ISBN 978-84-949071-4-2.
- Guarda come il testo si serve del corpo, in Adriano Spatola, Opera, a cura di Giovanni Fontana, dia•foria & dreamBOOK Edizioni, Viareggio/San Giuliano Terme (PI), 2020, pagg. 6-73, ISBN 9788899830373.
- La poesia epigenetica: Urtext in espansione. Manifesto su testi, voci e luoghi dell'azione poetica, in Giovanni Fontana, Epigenetic Poetry, a cura di Patrizio Peterlini, Danilo Montanari Editore, Ravenna, 2020, pagg. 30-53, ISBN 9788885449596.
- Poesia sonora, poesia d’azione: la poesia e lo scarto epigenetico, in L’arte orale. Poesia, musica, performance, a cura di Lorenzo Cardilli e Stefano Lombardi Vallauri, Mimesis Journal Books, collana di «Mimesis Journal. Scritture della performance», Accademia University Press, Torino, 2020, ISSN 2283-8783.
- Difficile immaginare Ravenna? A malapena ne rintracciamo il perimetro – Corrado Costa e l’eco di una bocca chiusa, in Corrado Costa, Immaginare Ravenna, a cura di Giovanni Fontana, Edizioni Peccolo, Livorno, 2021, ISBN 9788896294567.
- L’oblò: il romanzo come sublimazione della scrittura performativa, in Adriano Spatola, L’oblò, a cura di Giovanni Fontana e Daniele Poletti, [dia•foria e dreamBOOK edizioni, Viareggio e San Giuliano Terme, 2022. ISBN 978-88-99830-70-0.
- La poesia intermediale, in I Jornada Internacional de Poesia Visual: pesquisa e criação, a cura di Anderson Gomes, Julio Mendonça, Juliana Di Fiori Pondian, São Paulo, Syrinx Editora, 2022, ISBN 978-65-80536-04-7.
- Intermedialità e performatività. Mobilità epigenetica nella poesia di ricerca, in Rimediare, performare, intermediare: il corpo sonoro della scrittura, a cura di Laura Santone, Collana Prismes 6, Edizioni Roma Tre – Press © Roma, dicembre 2023, ISBN 979-12-5977-290-9.
- Pierre Garnier et l’architecture, in La cathédrale, entre l’architecture et imaginaire poétique chez Ilse et Pierre Garnier, a cura di Marianne Simon-Oikawa (dir.) et Association Ilse et Pierre Garnier, Villeneuve d’Asq, Presses Universitaires du Septentrion, 2023, ISBN 978-2-7574-3815-2.
- From Words-in-Freedom to Epigenetic Poetry: Evolutions in Futurist Recitation and Performance in Günter Berghaus, Dalila Colucci and Tim Klähn (edited by), International Yearbook of Futurism Studies, Vol. 13, 2023, Berlin, Boston, De Gruyter 2024, ISBN 9783111318295
- Le dernier souffle de Pierre Garnier: la parole poétique d’un des protagonistes de l’expérimentation du XXe siècle, in Violette Garnier (a cura di), Les deux soleils de Pierre Garnier, Éditions L'herbe qui tremble, Billère (France), 2024, ISBN 9782491462611.
- Le forme dell’oralità poetica. Poetiche, tecniche: modalità, esperienze, riflessioni [a cura di Giovanni Fontana], con testi di Giovanni Fontana, Carmine Lubrano, Francesco Muzzioli, Marco Palladini, Patrizio Peterlini, Daniele Poletti, Jonida Prifti, Lamberto Pignotti, Laura Santone, Lello Voce, Ed. Zona, Genova, 2024, ISBN 9788864388120.

## Discografia

### Poesia sonora in dischi e in cassette
- Oggi Poesia Domani, "Baobab" n° 3, audiocassetta, Reggio Emilia, 1979
- Il Dolce Stil Suono, "Baobab" n°4, audiocassetta, Reggio Emilia, 1980
- Voooxing Poooêtre, LP 33 giri, a cura di Enzo Minarelli, Comune di Bondeno, 1982
- Mail Music, LP 33 giri, a cura di Nicola Frangione, Ed. Armadio Officina, Monza, 1983
- Nuovi Segnali, Audiotape a cura di Vitaldo Conte, Ed. Maggioli, Rimini, 1983
- Poema Larsen, 45 giri, 3Vi Tre, Cento, 1983
- Italics Environments, LP 33 giri, a cura di Nicola Frangione, Ed. Armadio Officina, Monza, 1985
- Polipoesia, 45 giri, 3Vi Tre, Cento, 1985
- Antologia Polipoetica, Audiotape, STI Ed., Zaragoza, 1986
- Inter K-7 '87, Audiotape, Ed. Le Lieu, Québec, 1987
- Spagna-Messico-Italia, LP 33 giri, a cura di Enzo Minarelli, 3Vi Tre Pair, Cento, 1988
- Past & Modern Sound Poetry in Italy, Slowscan n° 8, audiocassetta, Hertogenbosch, 1988
- Storia della Poesia Sonora, a cura di Arrigo Lora Totino, “Baobab” n° 18, audiocassetta, Reggio Emilia, 1989
- Baobab Festival, “Baobab” n° 19, audiocassetta, Reggio Emilia, 1990
- Baobab Italia 1990/91, “Baobab”, n° 21, box con quattro audiocassette, Reggio Emilia, 1992
- L'in-canto del verso, box con quattro audiocassette a cura di Giovanni Fontana e Luca Salvadori, “Baobab” 23, Reggio Emilia, 1994
- Italia 1995, “Baobab” n° 27, box con tre audiocassette, Reggio Emilia, 1995
- Momo 1, Voci, suoni e rumori della poesia, audiocassetta, Momo, Ed. Rouge et Noir, Frosinone, 1996
- Prospettiva 4, in "Wirrwarr" di Umberto Petrin, CD, Splasc(h) Records, 1996
- Radio Art , CD, Harta Performing, Monza, 1997
- Opérette d'artistes, CD, Fractal Music, Production Station Mir, Hérouville St. Claire, France, 1998
- Elettrocabaret - Riletture futuriste di Giovanni Fontana, CD + libretto d'artista, Edizioni Farsettiarte, Prato, 1999
- Il gioco delle voci, CD allegato al volume "Chorus", Ed. Piero Manni, Lecce, 2000
- Homo Sonorus, An international anthology of sound poetry, volume con 4 CD, The National Center of Contemporary Art, Kaliningrad Branch, Russia, 2001
- La voce in movimento, "Momo" 2, CD, Ed. Rouge et Noir, Frosinone, 2003
- Verbivocovisual – Antologia di poesia sonora 1964-2004, CD allegato a “Il Verri”, n° 25, Ed. Monogramma, Milano, 2004
- Erratum #4. Sound review. Noise + Art + Poetry, 3 CD, Ed. Erratum Musical, France, 2004
- Krikri 2006, CD, Ed. Krikri, Gand, Belgium, 2006
- Ex machina ricordi, CD, Ed. Avatar - Ohm, Québec, 2008
- Sento / dunque suono, DVD allegato alla rivista In pensiero, n° 2, Michelangelo libri, Roma, 2009
- Hypervox, antologia sonora 1968-2009, CD, Fondazione Berardelli, Brescia, 2009
- Corpo a corpo, CD allegato alla rivista The New Lotta Poetica, n° 1, Ed. Adriano Parise & Fondazione Sarenco, Cunettone di Salò, 2012
- Di bocca in bocca, DVD allegato a « Doc(k)s », 4ème série, n° 17/18/19/20, Edition Akenaton, Ajaccio, 2013
- Epigenetic Poetry, LP [R20 – con un booklet di 16 pagine], Ed. Recital, Los Angeles, U.S. 2016
- Cellar Vol. 2, CD, produced by Sean McCann, Ed. Recital, Los Angeles, U.S., 2017